# Cinclosoma castaneothorax
Tordo-codorniz-de-peito-castanho ou tordiz-de-peito-castanho (Cinclosoma castaneothorax) é uma espécie de ave da família Corvidae.
É endémica da Austrália.